# Bob-Weltmeisterschaft 1934
Die vierten Bob-Weltmeisterschaften fanden am 27. und 28. Januar 1934 auf der Olympia-Bobbahn Rießersee in Garmisch-Partenkirchen (Viererbob) sowie am 3. und 4. Februar 1934 im Schweizer Engelberg (Zweierbob) statt.

## Männer

### Zweierbob
Gemeldet hatten Mannschaften aus Deutschland, Österreich, der Tschechoslowakei, Frankreich, Rumänien, Italien, England und der Schweiz. Die Österreicher hatten die Bobs Innsbruck (Hans Stürer), Graz (Hans Volckmar) und Rettenberg (Paul Moro) zu den Rennen gemeldet. Der Bob Schweiz I fuhr in den ersten drei Läufen jeweils die Bestzeit (insgesamt 7:04,1 Minuten), stürzte allerdings im vierten Lauf etwa 20 Meter vor dem Ziel und schied somit aus.
| Platz | Land        | Sportler                         |
| ----- | ----------- | -------------------------------- |
| 1.    | Rumänien    | Alexandru Frim Vasile Dumitrescu |
| 2.    | Deutschland | Hermann von Mumm Fritz Schwarz   |
| 3.    | Rumänien    | Alexandru Papană Dumitru Hubert  |

| Platz | Land           | Sportler                          | Gesamtzeit  |
| ----- | -------------- | --------------------------------- | ----------- |
| 1.    | Rumänien II    | Alexandru Frim Vasile Dumitrescu  | 9:31,3 min  |
| 2.    | Deutschland I  | Hanns Kilian Sebastian Huber      | 9:37,1 min  |
| 3.    | Deutschland II | Hermann von Mumm Hinderfeld       | 9:37,3 min  |
| 4.    | Rumänien I     | Alexandru Papană Dumitru Hubert   | 9:59,4 min  |
| 5.    | Schweiz II     | Reto Capadrutt Diener             | 10:18,1 min |
|       | Schweiz I      | Karl Feierabend Adalbert Odermatt | DNF         |
|       | Österreich I   | Hans Stürer Rottensteiner         | DNF         |
|       | England I      | Outram Thompson                   | DNF         |
|       | England II     | Mackay Houldsworth                | DNF         |

### Viererbob
Einen ausführlichen Bericht aller vier Wertungsläufe lieferte Stefan Heinemann für die Neueste Sport-Zeitung der Innsbrucker Nachrichten.
| Platz | Land                           | Sportler                                                                         | Gesamtzeit     |
| ----- | ------------------------------ | -------------------------------------------------------------------------------- | -------------- |
| 1.    | Deutschland I                  | Hanns Kilian Fritz Schwarz Hermann von Valta Sebastian Huber                     | 5:32,75 min    |
| 2.    | Rumänien II                    | Emil Angelescu Teodor Popescu Dumitru Gheorghiu Ion Gribincea                    | 5:38,44 min    |
| 3.    | Frankreich I                   | Jean de Suarez d’Aulan Rheims Beamish Jacques Bridou                             | 5:41,96 min    |
| 4.    | Österreich I (Bob „Blitz“)     | Franz Lorenz (Lenker) Hugo Mayer (Bremser) Franz Wohlgemuth Eduard Pischinger    | 5:48,34 min    |
| 5.    | Österreich II (Bob „Ingeborg“) | Vinzenz Preiner (Lenker) Karl Kaltenberger (Bremser) Anton Kaltenberger Polterer | 5:52,52 min    |
| 6.    | England                        | Thompson                                                                         | 6:00,87 min    |
| 7.    | Schweiz                        | A. Kirschmann Flückinger                                                         | 6:19,15 min    |
|       | Tschechoslowakei               |                                                                                  | nicht gewertet |
|       | Deutschland II                 |                                                                                  | nicht gewertet |
|       | Rumänien I                     |                                                                                  | nicht gewertet |

## Medaillenspiegel
| Platz | Land        | Gold | Silber | Bronze | Gesamt |
| ----- | ----------- | ---- | ------ | ------ | ------ |
| 1.    | Rumänien    | 1    | 1      | 1      | 3      |
| 2.    | Deutschland | 1    | 1      | 0      | 2      |
| 3.    | Frankreich  | 0    | 0      | 1      | 1      |